# 1972年の昼間火球

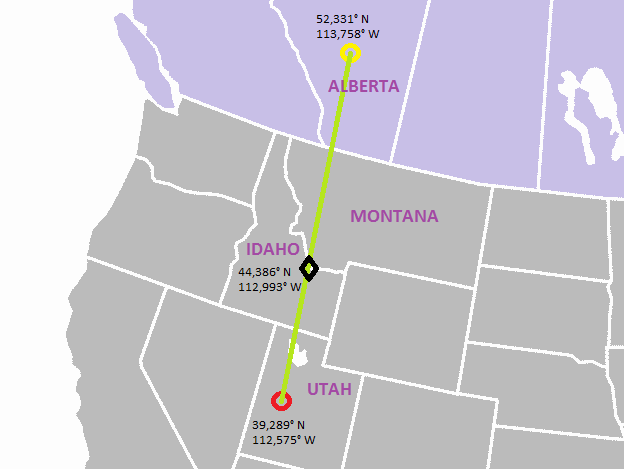
火球の軌道

1972年の昼間火球（1972ねんのちゅうかんかきゅう、Great Daylight 1972 Fireball、または US19720810）は、1972年8月10日の協定世界時20時29分、アメリカ合衆国ユタ州からカナダのアルバータ州上空にかけて、地上57kmの大気圏内を100秒間にわたって小天体が通過したことによって発生した火球である。アメリカ時間(中部標準時 UTC-6)では14時30分で、多くの人々に目撃され、ワイオミング州のグランドティトン国立公園を訪れていた観光客によって8mmカメラで撮影された。
通過した小天体が石質の隕石であれば径が3m、あるいは彗星起源の氷天体であれば径は約14m（重量は約1,500トン）と解析されたが、1994年にチェコの天文学者ズデネェック・セプレハは、データを見直し、大きさは2mから10mであったと推定した。小天体の進入速度は約15km/秒で、小天体が100秒間大気圏内にあるうちに800m/秒ほど減速し、宇宙空間に飛び去った。またその際、この天体の軌道は大きく (例えば軌道傾斜角は15度から7度へと) 変化した。
進入角がもっと大きければ、隕石は大気の抵抗によって速度を失い大気中で爆発したと思われる。爆発のエネルギーや爆発する高度は進入角や密度で異なるが数キロトンのエネルギーであったと推定される。下表は Collins らによる概略プログラムによる爆発エネルギーの計算値である。
| 直径 (m) | 密度 | 進入角 | エネルギーロス | 爆発高度 | 重量エネルギー |
| -------- | ---- | ------ | -------------- | -------- | -------------- |
| 3        | 3.4  | 1度    | 1.3キロトン    | 43 km    | 0.7キロトン    |
| 3        | 3.4  | 45度   | 1.3キロトン    | 39 km    | 0.4キロトン    |
| 8        | 0.9  | 1度    | 6キロトン      | 80 km    | 0.4キロトン    |
| 8        | 0.9  | 45度   | 6キロトン      | 45 km    | 2キロトン      |

## 科学的に調査された火球
火球が現れるのはまれで、見られる時間も極めて短いので、火球の科学的なデータが得られたことは少なかった。科学的な研究が行われた事例には以下のようなものがある。
- 1972年8月10日：US19720810、アメリカ合衆国とカナダの上空を15km/秒で通過した。
- 1990年10月13日：チェコスロバキアの上空を40kgの質量の隕石が97.9kmの高さを41.5 km/秒で通過した。
- 2006年3月29日：日本の上空で71.4kmの高さを18.8 km/秒で通過するのが観測された。
- 2007年8月7日：EN070807、European Fireball Network が観測した火球。